# Meleuz
Meleuz (ryska Мелеу́з, basjkiriska Мәләүез Mäläüez) är en stad i Basjkirien i Ryssland. Staden har 59 446 invånare år 2015.

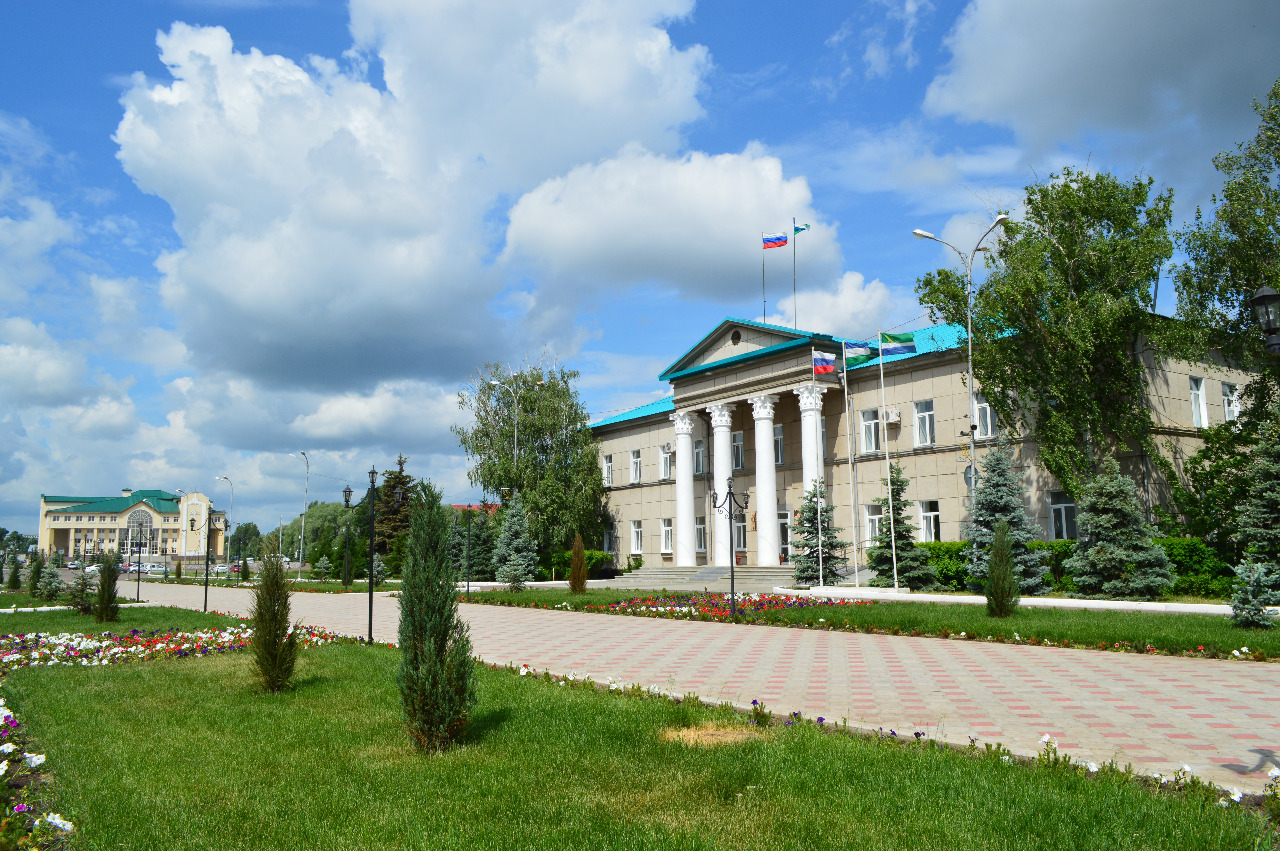
Meleuz